# Apogon binotatus
 Apogon binotatus és una espècie de peix de la família dels apogònids i de l'ordre dels perciformes.

## Morfologia
Els mascles poden assolir els 13 cm de longitud total.

## Distribució geogràfica
Es troba a l'oest de l'Atlàntic central: des de Bermuda, el sud-est de Florida (Estats Units) i les Bahames fins a les Antilles i Veneçuela.